# Saison 4 de La Vie secrète d'une ado ordinaire
Chronologie
Saison 3 Saison 5
Cet article présente le guide des épisodes de la quatrième saison de la série télévisée La Vie secrète d'une ado ordinaire (The Secret Life of the American Teenager).

## Généralités
- Aux États-Unis, la série a été renouvelée le 10 janvier 2011 pour une saison complète[1] et sa diffusion a débuté le 13 juin 2011 après la finale de la troisième saison.
- Au Canada, la saison a été diffusée sur la chaîne MuchMusic.
- En France et en Suisse, les informations de diffusion ne sont pas disponibles.
- Au Québec, cette saison est inédite.

## Distribution

### Acteurs principaux
- Shailene Woodley (VF : Jessica Monceau) : Amy Juergens
- Ken Baumann (VF : Thomas Sagols) : Benjamin « Ben » Boykewich
- Mark Derwin (en) (VF : Pascal Germain) : George Juergens : père d'Amy, Ashley et Robert
- India Eisley (VF : Camille Donda) : Ashley Juergens
- Greg Finley (VF : Fabrice Fara) : Jack Pappas
- Daren Kagasoff (VF : Alexis Tomassian) : Richard « Ricky » Underwood
- Megan Park (VF : Karine Foviau) : Grace Kathleen Bowman
- Francia Raisa (VF : Marie Tirmont) : Adriana « Adrian » Lee
- Steve Schirripa (VF : Gérard Surugue) : Leo Boykewich, père de Ben
- Molly Ringwald (VF : Juliette Degenne) : Anne Juergens, mère d'Amy, Ashley et Robert

### Acteurs récurrents
- Sinqua Walls (V. F. : Tony Marot) : Daniel
- DeVaughn Nixon (V. F. : Fabien Gravillon) : Omar
- Ana Lucasey (V. F. : Leslie Lipkins) : Dylan
- Christian Serratos (V. F. : Émilie Alexandre) : Raven
- Valerie Tian (V. F. : Sophie Froissard) : Wendy

## Épisodes

### Épisode 1:La Grande escapade
- États-Unis : 13 juin 2011 sur ABC Family

### Épisode 2:Incertitudes
- États-Unis : 20 juin 2011 sur ABC Family

### Épisode 3:Amours fragiles
- États-Unis : 27 juin 2011 sur ABC Family

### Épisode 4: titre français inconnu (One Foot Out the Door)
- États-Unis : 4 juillet 2011 sur ABC Family

### Épisode 5: titre français inconnu (Hole in the Wall)
- États-Unis : 11 juillet 2011 sur ABC Family

### Épisode 6: titre français inconnu (Don't Go in There!)
- États-Unis : 18 juillet 2011 sur ABC Family

### Épisode 7: titre français inconnu (Cute)
- États-Unis : 25 juillet 2011 sur ABC Family

### Épisode 8: titre français inconnu (Dancing With the Stars)
- États-Unis : 1er août 2011 sur ABC Family

### Épisode 9: titre français inconnu (Flip Flop)
- États-Unis : 8 août 2011 sur ABC Family

### Épisode 10: titre français inconnu (4-1-1)
- États-Unis : 15 août 2011 sur ABC Family

### Épisode 11: titre français inconnu (The Games We Play)
- États-Unis : 22 août 2011 sur ABC Family

### Épisode 12: titre français inconnu (Pomp)
- États-Unis : 29 août 2011 sur ABC Family

### Épisode 13: titre français inconnu (And Circumstance)
- États-Unis : 5 septembre 2011 sur ABC Family

### Épisode 14: titre français inconnu (Smokin' Like a Virgin)
- États-Unis : 26 mars 2012 sur ABC Family

### Épisode 15: titre français inconnu (Defiance)
- États-Unis : 2 avril 2012 sur ABC Family

### Épisode 16: titre français inconnu (They Gotta Eat)
- États-Unis : 9 avril 2012 sur ABC Family

### Épisode 17: titre français inconnu (Suddenly This Summer)
- États-Unis : 16 avril 2012 sur ABC Family

### Épisode 18: titre français inconnu (The Beach is Back)
- États-Unis : 23 avril 2012 sur ABC Family

### Épisode 19: titre français inconnu (The Splits)
- États-Unis : 30 avril 2012 sur ABC Family

### Épisode 20: titre français inconnu (Strange Familiar)
- États-Unis : 7 mai 2012 sur ABC Family

### Épisode 21: titre français inconnu (Allies)
- États-Unis : 14 mai 2012 sur ABC Family

### Épisode 22: titre français inconnu (The Text Best Thing)
- États-Unis : 21 mai 2012 sur ABC Family

### Épisode 23: titre français inconnu (4SnP)
- États-Unis : 28 mai 2012 sur ABC Family

### Épisode 24: titre français inconnu (Love is Love)
- États-Unis : 4 juin 2012 sur ABC Family